# 이치카와 엔노스케 (4대)
4대 이치카와 엔노스케(일본어: 四代目 市川 猿之助 よだいめ いちかわ えんのすけ[*], 1975년 11월 26일 - )는 일본의 배우, 가부키 배우이다. 옥호는 오모다카야, 가몬은 벗풀. 다른 문장은 미츠자루이다. 가부키 묘세키 "이치카와 엔노스케"의 당대이다. 도쿄도 출신이고, 본명은 키노시 타카히코(喜熨斗 孝彦)이다. 2012년 6월, 2대 이치카와 카메지로에서 4대 이치카와 엔노스케로 계승하였다.

## 인물
가부키에 있어서 타치야쿠, 온나가타, 무용에 이르기까지 뛰어난 이해력과 표현력이 풍부하다. 온나가타를 많이 하는 카메지로 시대를 거쳐, 엔노스케를 계승하였다. 2007년에 NHK 대하드라마 「풍림화산」에서 타케다 하루노부를 연기한 이후, TV 드라마, 영화, 현대극, 버라이어티 프로그램에도 다수 출연한다. 교세이초등학교, 교세이중학교, 교세이고등학교, 게이오기주쿠대학 문학부 국문학 전공으로 졸업하였다. 교토 예술극장 「슌쥬좌」 예술감독이다. 케이팩토리 소속, 공식 프로필 상 키 171cm이다.